# Austrotinodes adamsae
Austrotinodes adamsae är en nattsländeart som beskrevs av Oliver S. Flint Jr. 1996. Austrotinodes adamsae ingår i släktet Austrotinodes och familjen trattnattsländor. Inga underarter finns listade i Catalogue of Life.